# La Mort suspendue (film)
Pour le livre, voir La Mort suspendue.
Pour plus de détails, voir Fiche technique et Distribution.
La Mort suspendue (Touching the Void) est un docudrame britannique réalisé par Kevin Macdonald et sorti en 2003. Il relate l'histoire véridique de deux jeunes alpinistes qui ont gravi en 1985 la face ouest du Siula Grande, au Pérou.
Ce film qui mêle des entrevues avec les trois protagonistes du drame, est l'adaptation de l'ouvrage du même nom écrit par Joe Simpson, l'un des deux alpinistes.

## Synopsis
En 1985, Joe Simpson et Simon Yates, deux alpinistes enthousiastes, décident de gravir la face ouest du Siula Grande (6 356 mètres) dans la cordillère des Andes, au Pérou. Après trois jours, ils parviennent au sommet, premiers alpinistes à avoir réalisé cet exploit.
Lors de la descente, en pleine tempête, Joe se casse la jambe. À cette altitude, c'est l'équivalent d'une condamnation à mort. Malgré tout, Simon décide de le faire glisser en le tenant à une corde. C'est alors que Joe se retrouve brusquement suspendu dans le vide, seulement maintenu par la corde. Après 1 h 30 d'attente, Simon, sachant qu'il est perdu s'il reste là, décide de couper la corde qui le relie à Joe. Joe fait une chute de plusieurs dizaines de mètres et atterrit dans une immense crevasse. Simon parvient à redescendre de la montagne et à rejoindre le camp de base, pensant que son ami est mort.
Mais Joe fait preuve d'une ténacité et d'une volonté incroyables en réussissant à sortir de la crevasse et en avançant dans le glacier et dans les rochers avec sa jambe cassée. Finalement, il parvient à rejoindre le camp de base pendant la nuit. Joe n'est plus reconnaissable tant les conditions qu'il a endurées étaient extrêmes, il a perdu un tiers de son poids à l'issue de ces quatre jours de lutte pour sa survie.

## Fiche technique
- Titre français : La Mort suspendue
- Titre original : Touching the void
- Réalisation : Kevin Macdonald
- Scénario : Joe Simpson
- Musique : Alex Heffes
- Format : 1.85:1 - couleurs
- Pays de production :  Royaume-Uni
- Genre : docudrame, survie
- Durée : 106 minutes
- Date de sortie :
  - Royaume-Uni : 12 décembre 2003
  - France : 11 février 2004

## Distribution

### Dans le film
- Nicholas Aaron : Simon Yates
- Brendan Mackey : Joe Simpson
- Edward Hayter : Simon Yates
- Ollie Ryall : Richard Hawking

### Dans les interviews
- Joe Simpson : lui-même
- Simon Yates : lui-même
- Richard Hawking : lui-même

## Tournage
Le film a été en grande partie tourné en Suisse à la Jungfrau, parce que les Alpes bernoises, par rapport aux Andes péruviennes, permettent d’accéder plus facilement à des environnements extrêmes.

## Commentaire
L'action de couper la corde de Simon Yates a été critiquée par certains membres de la communauté alpiniste. En réponse, Joe Simpson a écrit le livre La Mort suspendue et a déclaré qu'il aurait fait la même chose s'il avait été dans la situation de son ami.